# Douglas (Arizona)
Pour les articles homonymes, voir Douglas.
Douglas est une ville américaine de l'Arizona, située dans le comté de Cochise sur la frontière mexicaine, qui constitue avec Agua Prieta une agglomération transfrontalière.
Elle est baptisée en l'honneur de James Douglas (1837-1918).
C'est dans cette ville qu'a été filmé Arizona Dream.

## Géographie
La municipalité s'étend sur 25,9 km2 dans le comté de Cochise, près de l'angle sud-est de l'Arizona, le long de la frontière mexicaine.

## Démographie
| 1910  | 1920  | 1930  | 1940  | 1950  | 1960   |
| ----- | ----- | ----- | ----- | ----- | ------ |
| 6 437 | 9 916 | 9 828 | 8 623 | 9 442 | 11 925 |

| 1970   | 1980   | 1990   | 2000   | 2010   | 2020   |
| ------ | ------ | ------ | ------ | ------ | ------ |
| 12 462 | 13 058 | 12 822 | 14 312 | 17 378 | 16 531 |